# Sorbitano
Il sorbitano è un composto organico ottenuto per disidratazione del sorbitolo, con formazione di un legame etereo ciclico. Esso può presentarsi sotto varie forme isomere, la principale delle quali è rappresentata dall'1,4-sorbitano; gli altri isomeri comprendono il 2,5-sorbitano e l'1,5-sorbitano che presenta una struttura piranosica (contrariamente ai precedenti due caratterizzati dalla presenza di un anello furanosico).
Il sorbitano è un intermedio della sintesi dell'isosorbide, composto usato per la produzione di farmaci. Da esso si ricavano anche i polisorbati, un'importante classe di agenti emulsionanti.

## Sintesi
Il sorbitano è prodotto per disidratazione del sorbitolo ed è un intermedio della sintesi dell'isosorbide. La reazione di disidratazione solitamente produce una miscela di isomeri del sorbitano, dei quali l'1,4-sorbitano è quello predominante. La velocità di formazione del sorbitano è tipicamente maggiore rispetto a quella dell'isosorbide, il che consente, controllando le condizioni di reazione, di ottenere selettivamente il sorbitano. L'ulteriore eliminazione di una molecola di acqua porta invece alla formazione di isosorbide.
È interessante notare che la reazione di disidratazione procede perfino in presenza di un eccesso di acqua.

## Derivati
Una famiglia di esteri del sorbitano, commercialmente nota con il nome Span e ottenuta per esterificazione con acidi grassi a catena lunga, costituisce una classe di tensioattivi non ionici che trova impiego come emulsionanti olio in acqua e agenti antischiumogeni in preparazioni farmaceutiche, cosmetiche e nell'industria alimentare.

Monostearato di sorbitano (Span 60, E491)
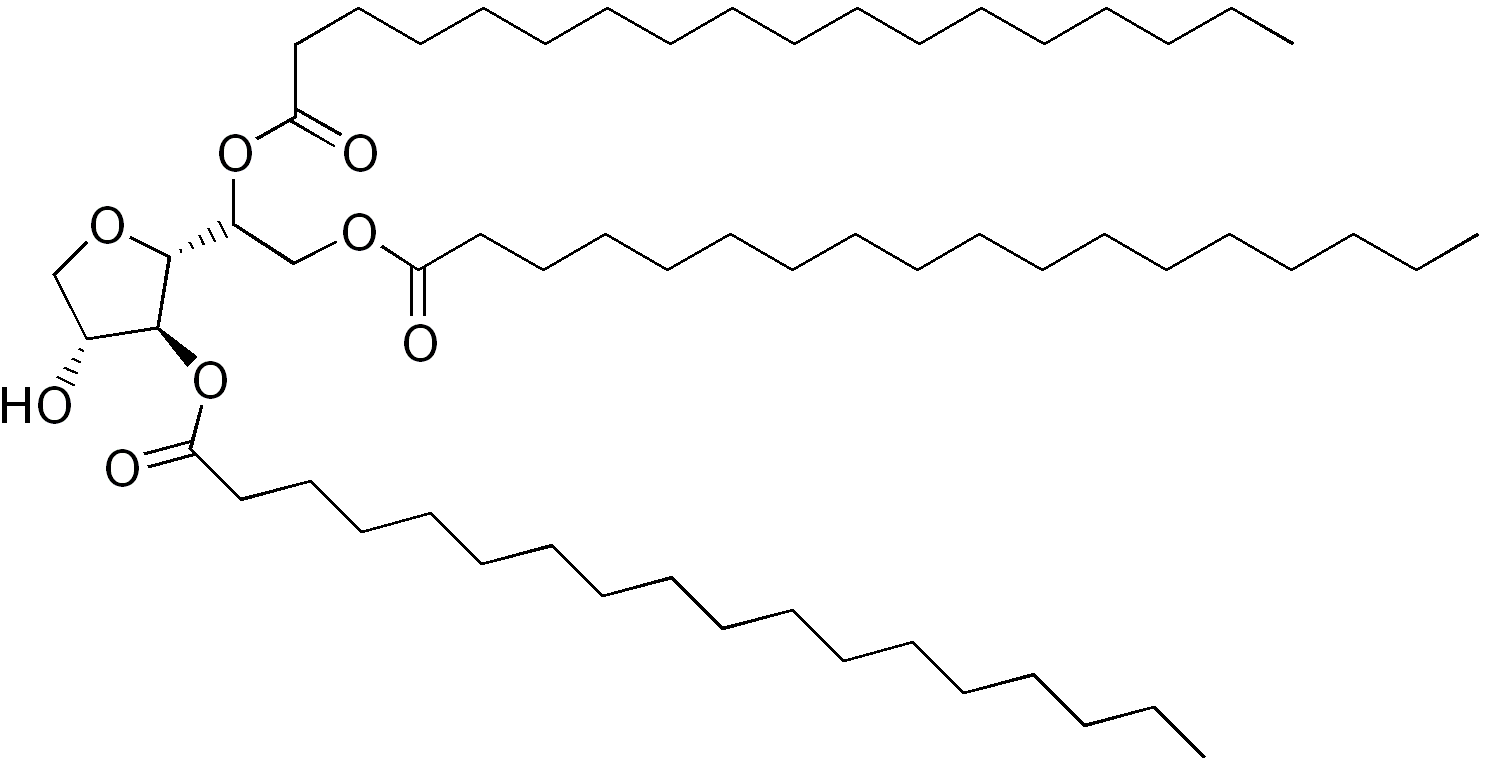
Tristearato di sorbitano (Span 65, E492)
Monolaurato di sorbitano (Span 20, E493)

Facendo reagire gli esteri del sorbitano con ossido di etilene si ottengono dei polimeri, noti come polisorbati (nome commerciale Tween), anch'essi impiegati come emulsionanti in svariati ambiti incluso quello alimentare.

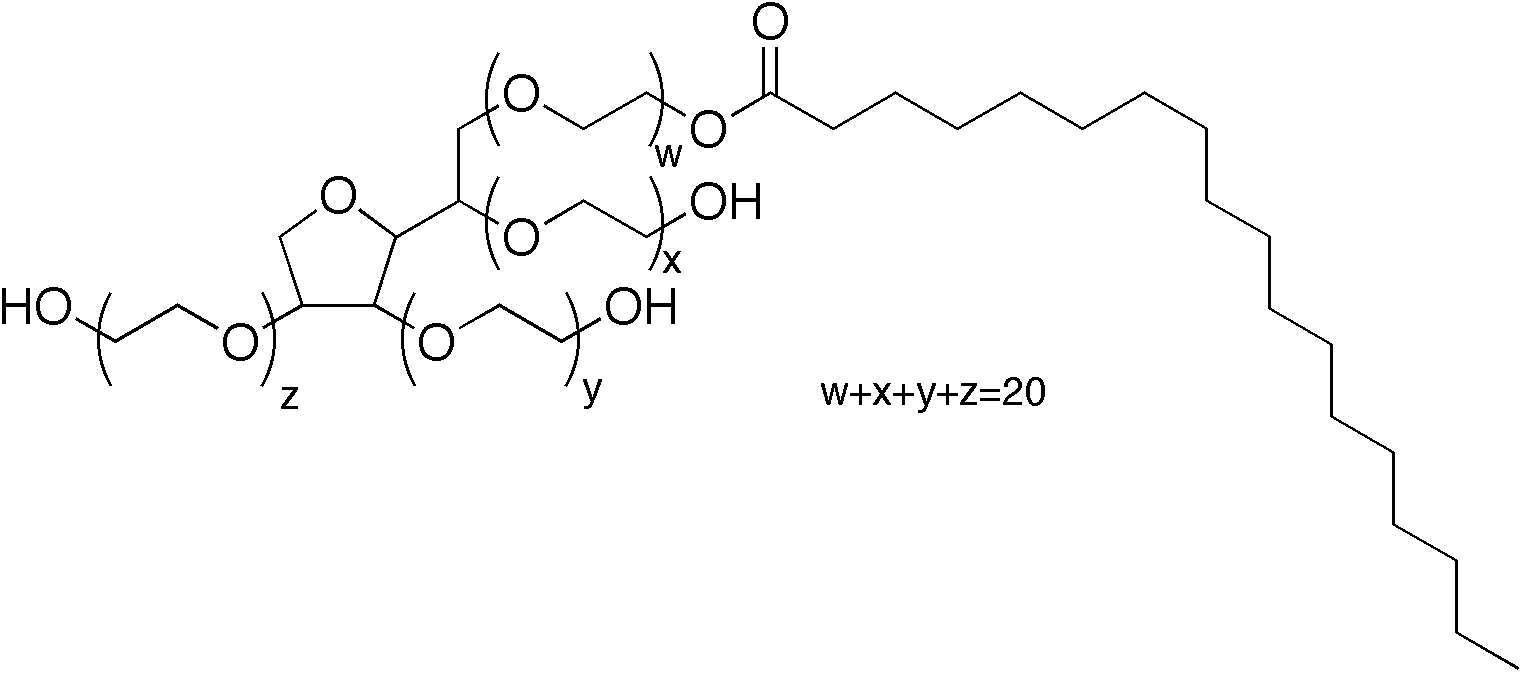
Struttura del polisorbato 60 (Tween 60)